# 뭉뚝날개나방과
뭉뚝날개나방과(Choreutidae)는 나비목에 속하는 곤충과의 하나이다. 오랫동안 다른 나방 과들과의 유연 관계가 논란의 대상이 되어 왔으며, 이전에는 집나방상과, 그림날개나방과, 유리나방상과 등으로 분류했다. 현재는 뭉뚝날개나방상과(Choreutoidea)의 유일한 과로 분류하고 있다(Minet, 1986). 이문류에 속하는 다른 계통 과와의 유연 관계는 특히 새로운 분자생물학적 정보들과 함께 재평가가 필요하다.

## 분포
이 나방은 전 세계적으로 분포하며, 성충의 특징보다는 애벌레 단계(유충과 번데기)의 형태적인 특징에 따라 3개 아과에 19개 속으로 정의하고 있다(Heppner and Duckworth, 1981; Rota, 2005).

## 분류
- Millieriinae
  - Millieria Ragonot, 1874
  - Phormoestes Heppner, 1982
  - Nyx Heppner, 1982
- Brenthiinae
  - Brenthia Clemens, 1860
    - =Microaethia Chambers, 1878

  - Litobrenthia Diakonoff 1978
- Choreutinae
  - Alasea Rota, 2008
  - Anthophila Haworth [1811]
  - Asterivora Dugdale, 1979
  - Caloreas Heppner, 1977
  - Choreutis Hübner [1825]
    - =Choreutidia Sauber, 1902
    - =Hemerophila Fernald, 1900
    - =Allononyma Busck, 1904
    - =Macropia Costa, 1836

  - Hemerophila Hübner [1817]
  -  ? Melanoxena Dognin, 1910
  - Peotyle Diakonoff, 1978
  - Prochoreutis Heppner, 1981
  - Rhobonda Walker, 1863
  - Saptha Walker, 1864
    - =Badera Walker, 1866
    - =Chordates Snellen, 1877

  - Tebenna Billberg, 1820
    - =Porpe Hübner, 1825

  - Trichocirca Meyrick, 1920
  - Telosphrantis Meyrick, 1932
  - Tortyra Walker, 1863
    - =Choregia Zeller, 1877
    - =Walsinghamia Riley, 1889

  - Zodia Heppner, 1879

## 습성
이들 작은 나방은 저민 육포처럼 생긴 금속성의 비늘로 덮여 있기도 하며 대부분 낮에 활동(일부는 빛에 반응한다)하고, 선회 행동을 하며, 각도를 급격하게 바꿀 때는 날개를 부풀게 만든다. 사프타속(Saptha)과 같은 일부 열대 나방은 아주 화려하여, 밝은 녹색의 금속성 띠가 있다. 브렌티아속(Brenthia) 종들은 보통 브렌티아아과(Brenthiinae)로 분류하며, 날개에 눈 모양의 반점을 가지고 있고 깡총거미를 흉내내는 행동을 한다(Rota and Wagner, 2006).

## 유충의 숙주 식물
대부분의 종이 잎맥만을 남기고 잎을 갉아 먹는 데 비해, 구북구 서부 지역에 사는 밀리에리아속(Millieria) 나방은 쥐방울덩굴속 식물의 잎을 파먹는 잠엽나방이다. 기타 밀리에리아아과(주로 애벌레의 특징에 따라 정의) 나방은 야자수(포르모이스테스속(Phormoestes)과 사발속(Sabal)) 잎을 먹고, 칠레의 닉스속(Nyx) 나방의 생태는 잘 알려져 있지 않다. 온대 지역에서 발견되는 대다수 뭉뚝날개나방과 일부 열대 지역 나방의 먹이는 국화과와 자작나무과, 지치과, 딥테로카르푸스과, 콩과, 꿀풀과, 뽕나무과 (주로 무화과나무속), 장미과, 무환자나무과 그리고 쐐기풀과 식물의 잎이다. 유럽의 "안토필라 파브리키아나"(Anthophila fabriciana) (Linnaeus, 1767)는 쐐기풀과 그 주변 꽃 둘레를 급선회하는 모습을 관찰할 수 있는 반면에 Choreutis pariana는 사과 잎을 잎맥만을 남기고 갉아 먹는다. 뭉뚝날개나방속(Choreutis)은 전 세계에 85종이 발견되며, 그 중에서 C. tigroides는 "빵나무"(빵나무속, Artocarpus)의 해충이다(Dugdale et al., 1999).